# دیواره سنگ‌نوردی

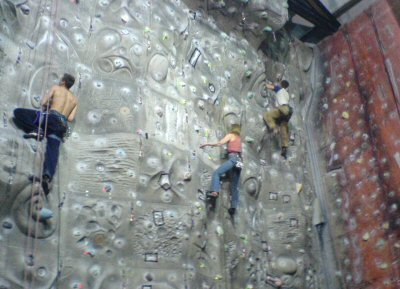
یک دیوار سنگ‌نوردی در انگلستان، با تجهیزات و مسیرهای نصب شده.

دیوارهٔ سنگ‌نوردی، یک سازهٔ مصنوعی با گیره‌هایی برای گرفتن دست و گذاشتن پا است و معمولاً در سنگ‌نوردی داخل سالن استفاده می‌شود؛ اما می‌تواند برای محیط باز نیز قابل نصب باشد.

## نگارخانه

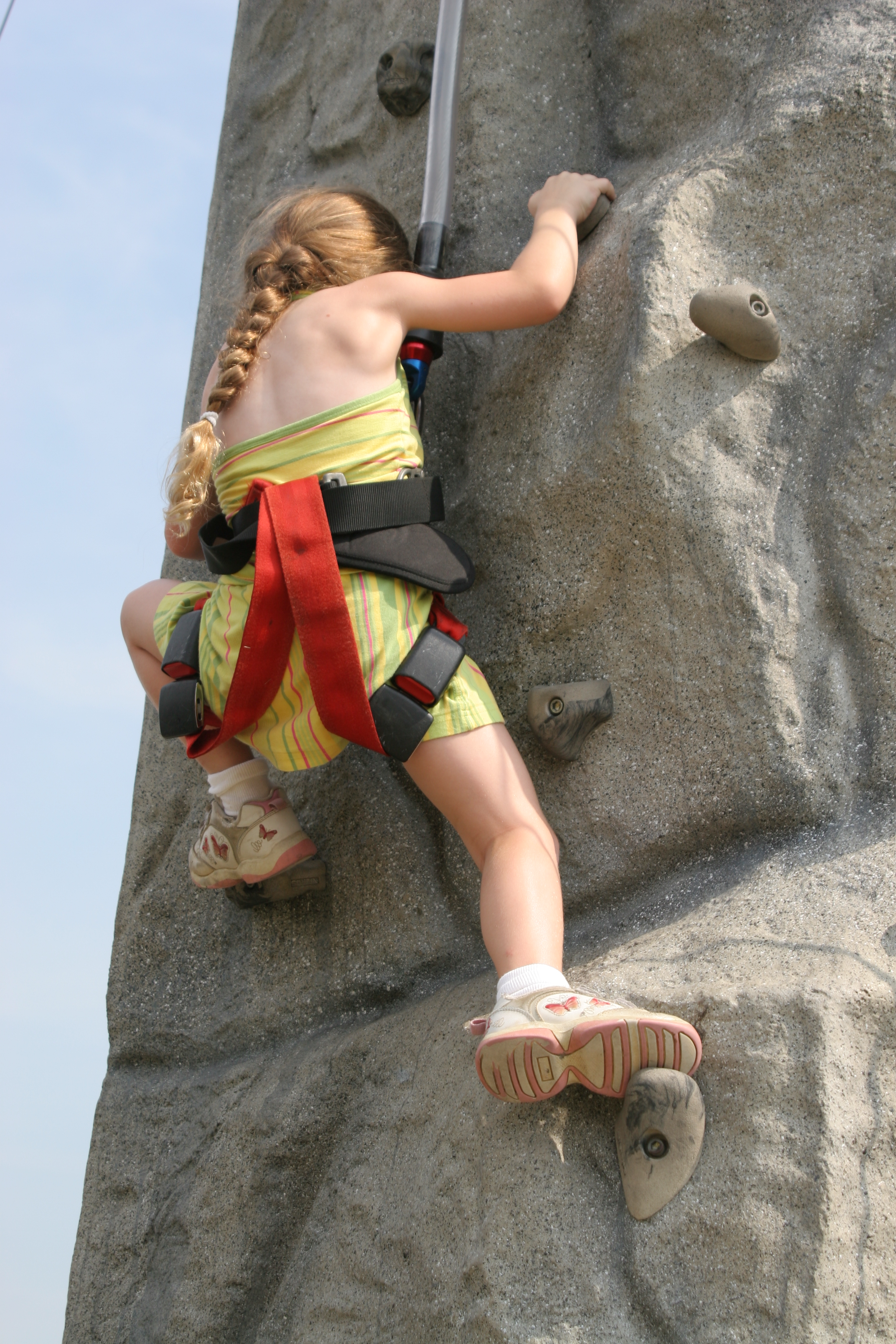
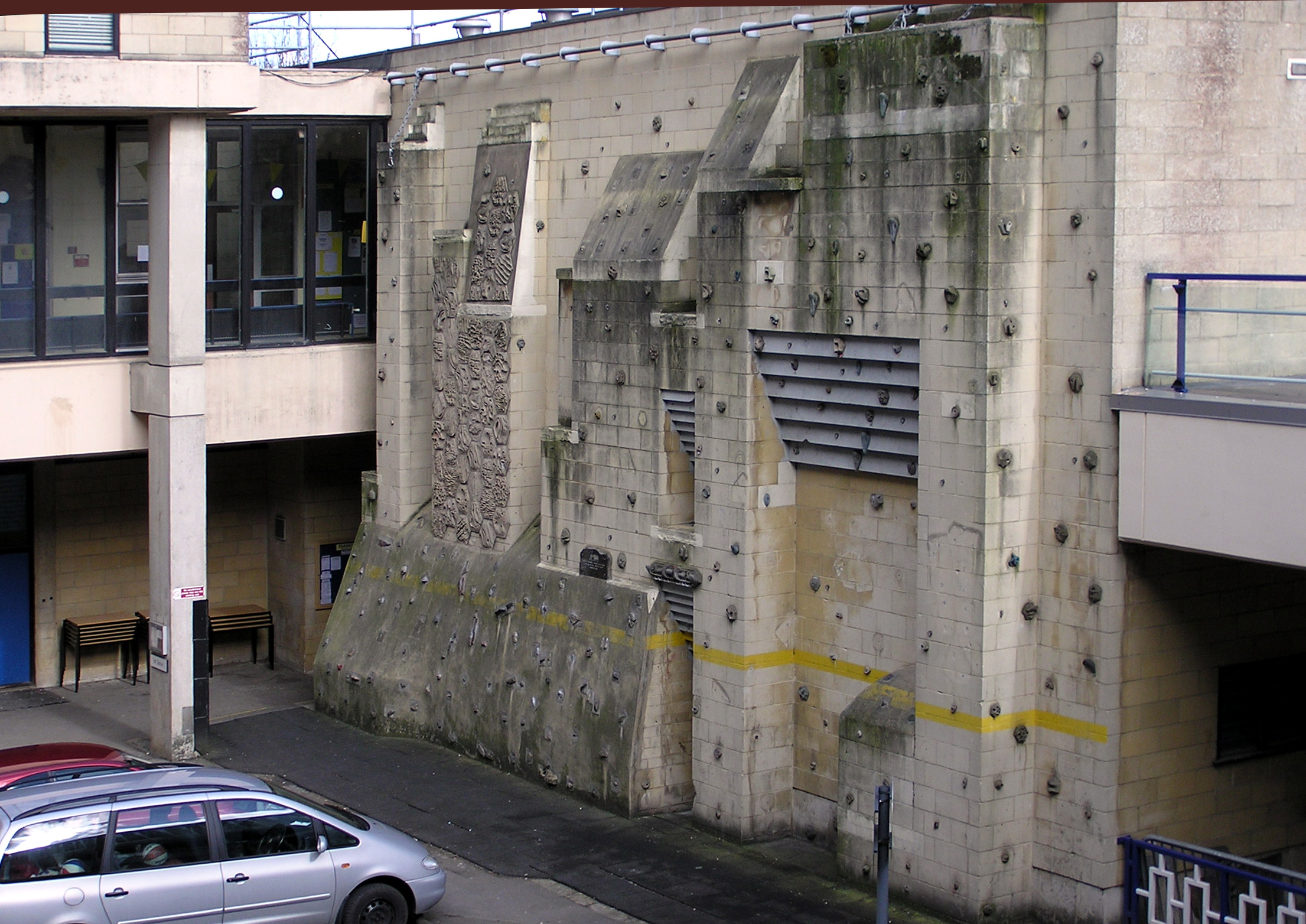
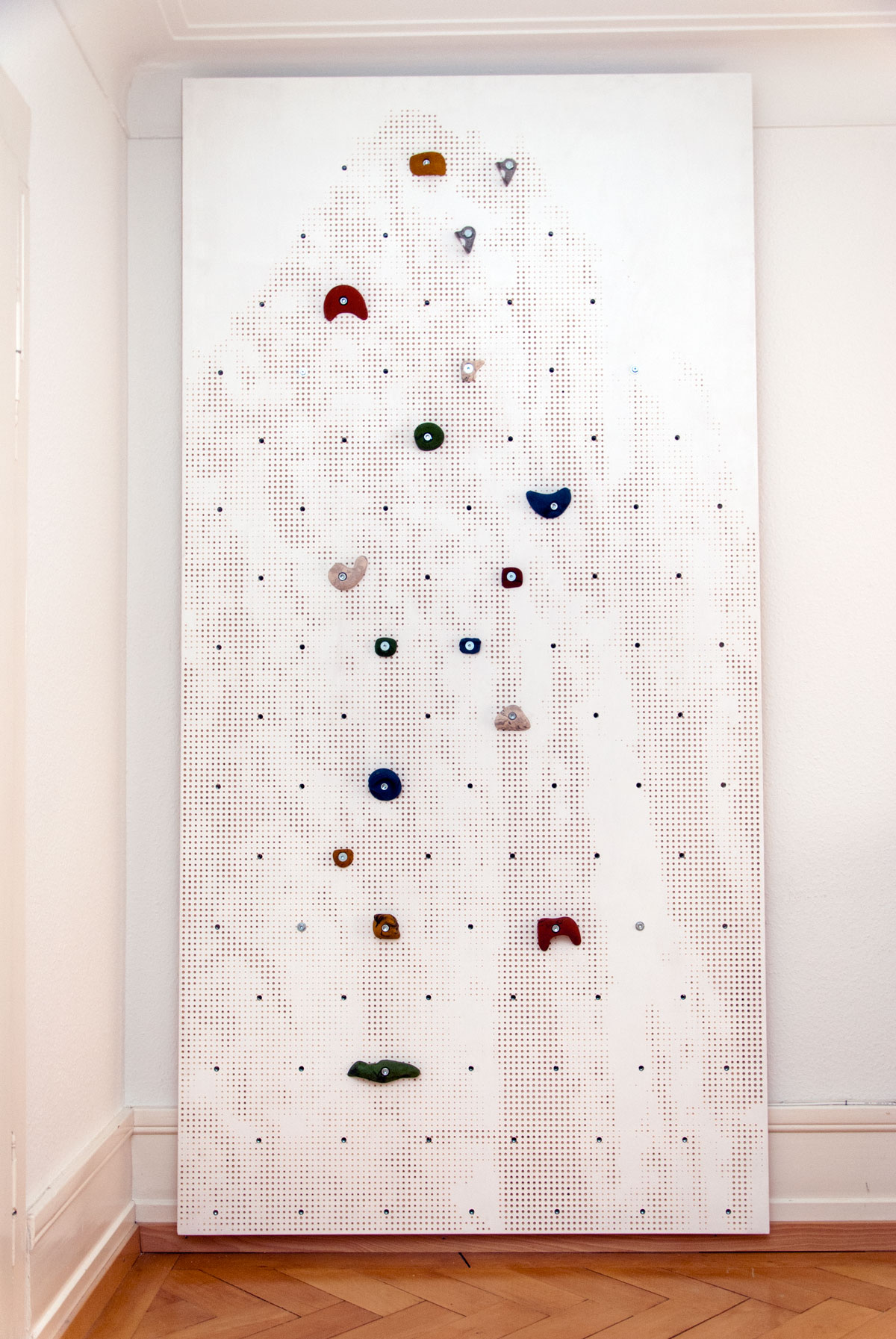
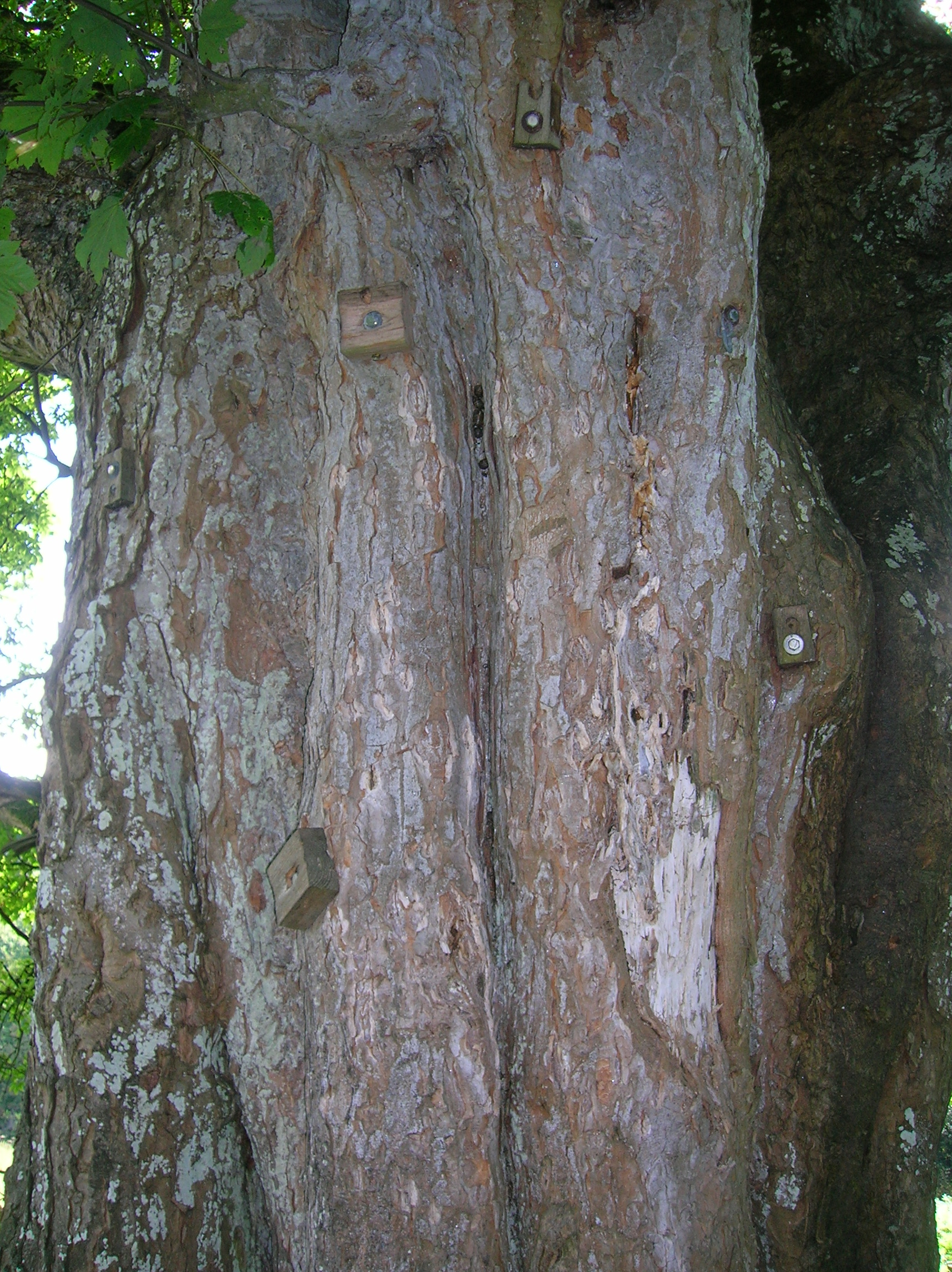
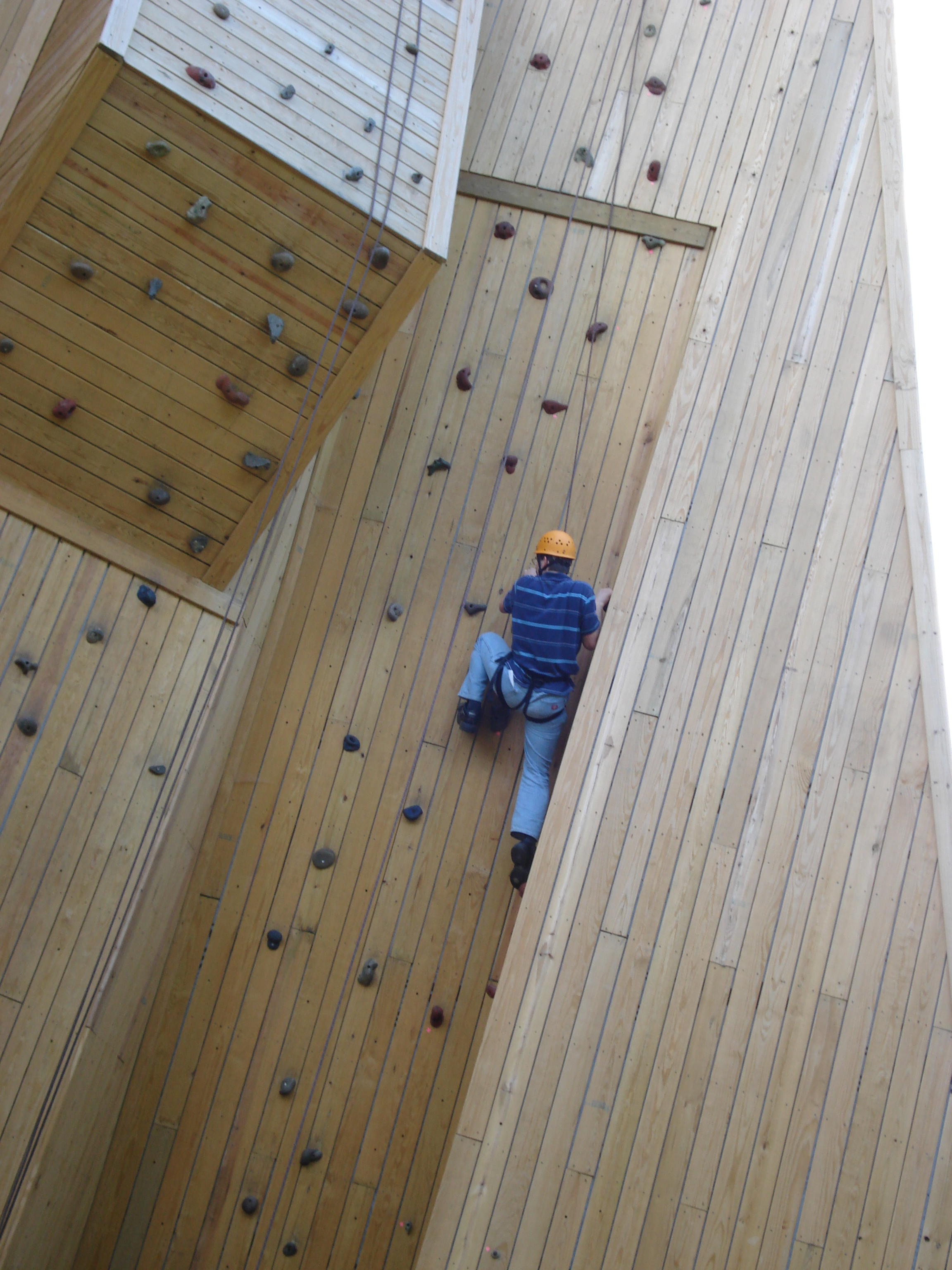
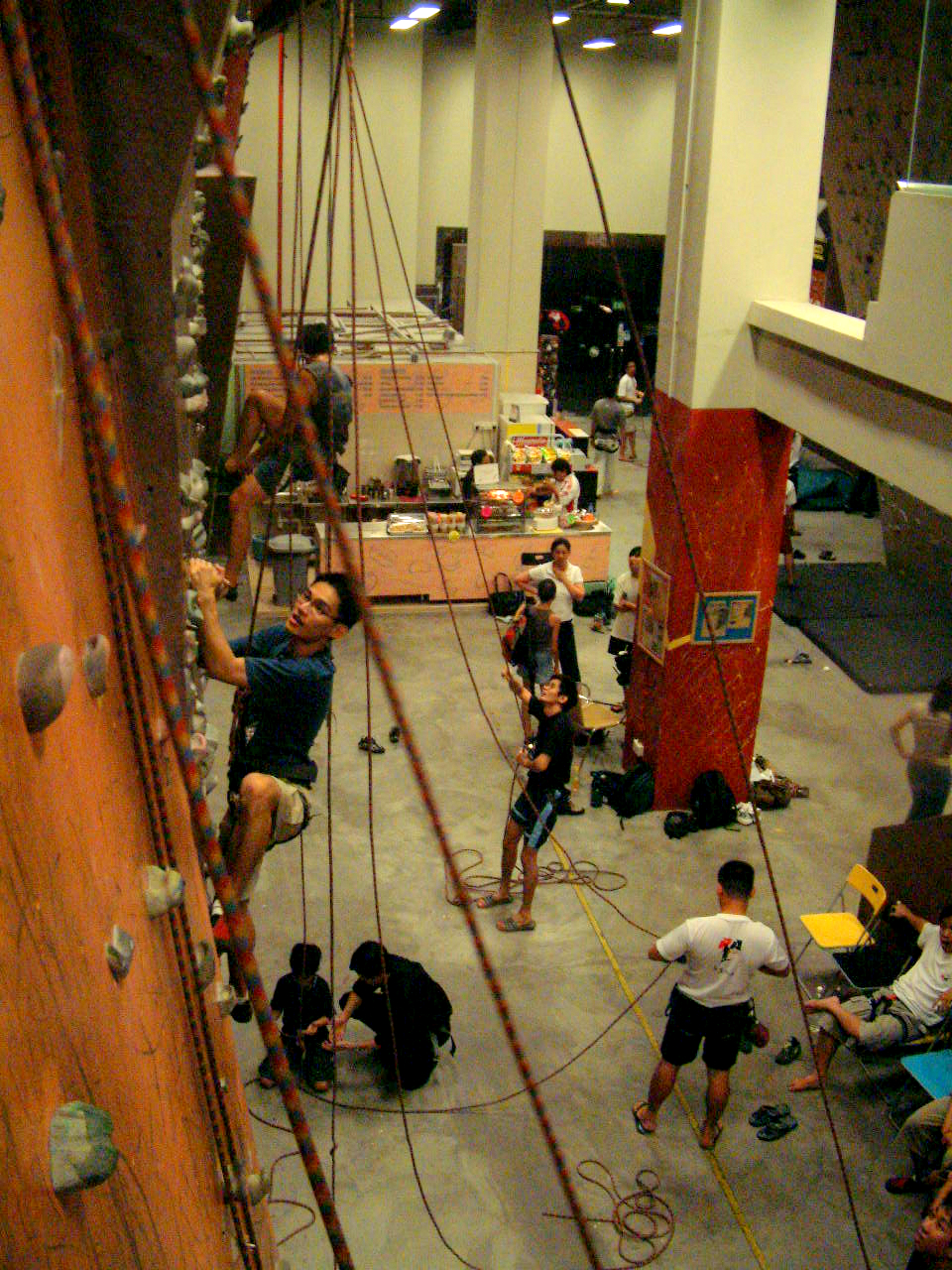
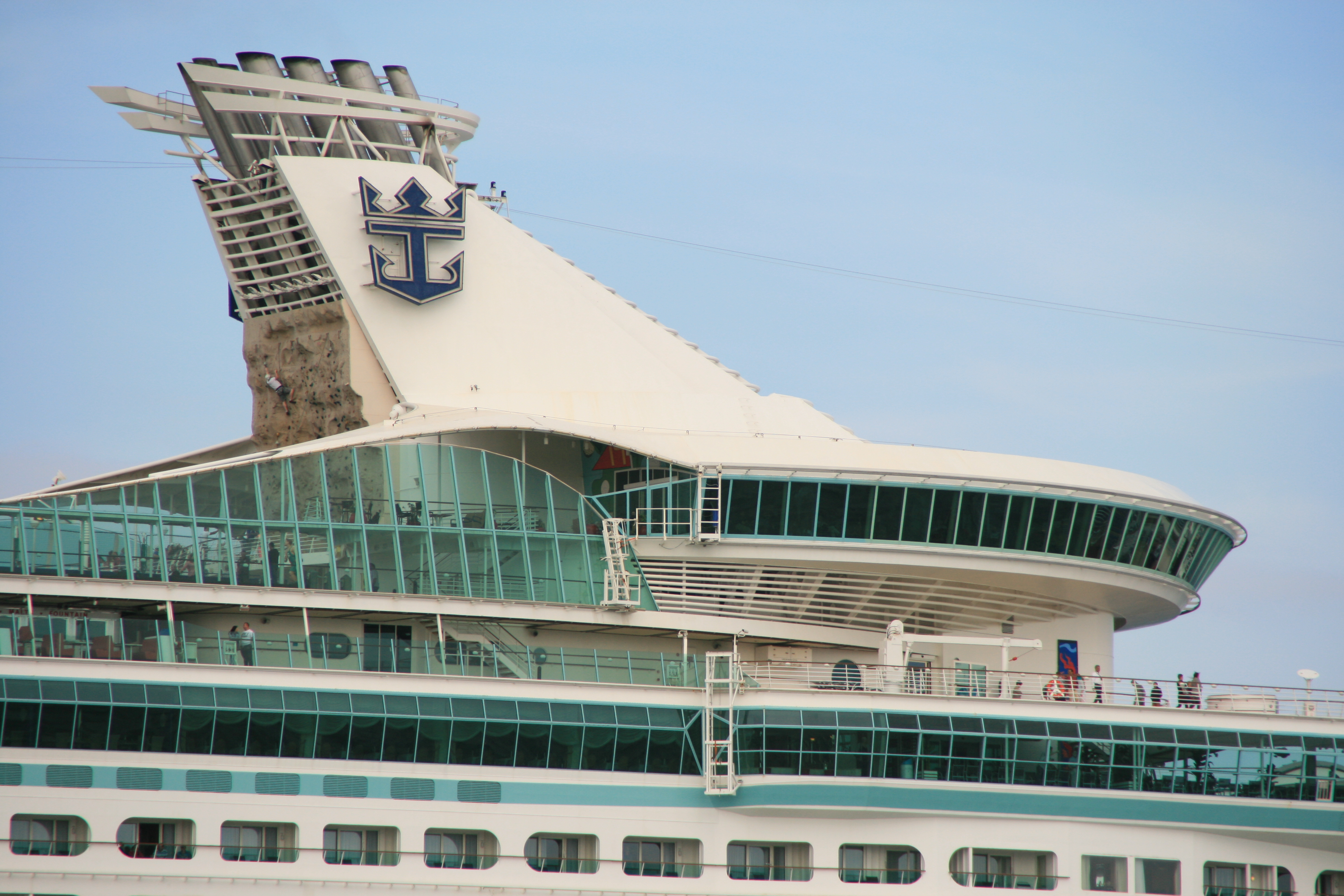